# Departamento del Suroeste
Suroeste fue uno de los departamentos en que se dividía el Estado Soberano de Antioquia (Colombia). Fue creado en 1877, a partir del territorio suroccidental del departamento del Centro. Tenía por cabecera a la ciudad de Jericó. El departamento comprendía parte del territorio de la actual región antioqueña del Suroeste.

## División territorial
El departamento al momento de su creación estaba dividido en los distritos de Jericó (capital), Andes, Bolívar, Jardín, Nueva Caramanta, Támesis y Valparaíso.